# William Van Remoortel
William Paulin Louis Van Remoortel (Spy, 3 oktober 1888 - Ukkel, 7 maart 1966) was een Belgisch volksvertegenwoordiger en senator.

## Levensloop
Van Remoortel was een zoon van Charles Van Remoortel en van Jeanne Spaak. Hij trouwde met Alice Goldzieher. Hij promoveerde tot doctor in de rechten (1910) aan de ULB en vestigde zich in Brussel als advocaat, waar hij stage liep bij Edmond Picard. Hij nam als oorlogsvrijwilliger deel aan de Eerste Wereldoorlog.
Hij was gemeenteraadslid van Brussel van 1921 tot 1949.
In 1919 werd hij verkozen tot volksvertegenwoordiger voor het arrondissement Brussel op de lijst van de Partij van de Oud-strijders, die hij mee hielp oprichten. Hij vervulde dit mandaat tot in 1925.
In 1937 werd hij verkozen tot socialistisch senator voor het arrondissement Brussel en vervulde dit mandaat tot in 1961.
Hij interesseerde zich in het bijzonder voor Afrika en voor Belgisch-Congo. In 1914 maakte hij een tocht van Caïro tot aan Kaapstad en verbleef korte tijd in de provincie Katanga. In 1940 ontvluchtte hij België en van 1942 tot 1944 verbleef hij in Leopoldstad. Hij was er onder meer voorzitter van het Congolese Rode Kruis.
Terug in België werd hij ondervoorzitter van de Senaatscommissie voor de kolonies. Hij was in 1947 ondervoorzitter van de onderzoekscommissie die in Belgisch-Congo de stand van zaken ging onderzoeken. Het rapport van deze commissie benadrukte voornamelijk de problemen van de exodus naar de steden, de noodzaak de dorpsgemeenschappen te ontwikkelen en er het onderwijs te verbeteren. Het rapport kwam ook op tegen de verplichte arbeid en vroeg om een betere sociale wetgeving, onder meer wat betreft de arbeidsongevallen.
In 1947 werd een Société de crédit au colonat et à l'industrie opgericht en Van Remoortel was er voorzitter van, vanaf de stichting tot in 1959. In 1954 werd hij voorzitter van de Fonds du bien-être indigène, een instelling die vooral de ontwikkeling van de landbouwgebieden bevorderde. Hij was ook bestuurder van het FOREAMI en van het Sociaal Fonds voor de Kivuprovincie.
Hij werd regeringsafgevaardigde op de Internationale Arbeidsconferenties in Parijs, Montreal en Genève. Hij was rapporteur voor verschillende conventies en aanbevelingen. Hij was ook regeringsafgevaardigde bij de algemene vergadering van de Verenigde Naties en deskundige bij het Internationaal Arbeidsbureau.
Hij zetelde in de parlementaire vergaderingen van de Raad van Europa, de West-Europese Unie en de NAVO.
Hij was rapporteur van het wetsvoorstel tot oprichting van de Belgische Raad van State. Hij was ook voorzitter van de Senaatscommissie voor Landsverdediging.
Hij was verder:
- administratief secretaris vanaf 1933 en voorzitter vanaf 1939 van de Association Socialiste des Anciens Combattants, Ex-Militaires et Victimes de la Guerre de l'arrondissement judiciaire de Bruxelles - Fédération provinciale du Brabant;
- lid van het federaal comité van de BWP federatie Brussel, vanaf juli 1937.

Van Remoortel was een goed violist. In Leopoldstad maakte hij deel uit van het orkest dat concerten gaf in 1943-1944. Hij was ondervoorzitter van de Toezichtscommissie van het Koninklijk Conservatorium in Brussel en zat gedurende 25 jaar het Comité des concerts voor.

## Publicaties
- Les sociétés et l'article 4 de la loi fiscale du 30 août 1913, Brussel, 1914.
- Le Conseil d'Etat et sa section du contentieuwx administratif, Brussel, 1939.
- La nécessité et les incidences de l'assistance technique et financière internationale, Lausanne, 1953.